# Hajduk Károly
Hajduk Károly (Békéscsaba, 1979. január 27. –) Jászai Mari-díjas magyar színész.

## Élete
Szentesen, a Horváth Mihály Gimnázium drámatagozatos osztályában érettségizett. A Bárka Színház stúdiósaként első szerepét Kaszás Gergőtől kapta, de találkozhattunk nevével a Merlin Színház előadásain is. A Színház- és Filmművészeti Egyetem hallgatójaként, két Bodó Viktor rendezésben mutatkozott be a Budapesti Katona József Színház közönségének. A diplomaszerzést követően, 2004-ben a Petőfi Sándor utcai teátrum szerződteti és rövidesen átvette Dévai Balázstól – a színház történetének legnagyobb szériában játszott darabjának – a Portugál főszerepét. 2011-ig több mint százötvenszer lépett színpadra az álmodozó „entellektüelt” megszemélyesítve. A színház sokat foglalkoztatott művésze, sokszínű szerepekben bizonyíthatta tehetségét. Címszereplője volt Shakespeare Macbeth című drámájának és jelentős feladatokat kapott kortárs alkotásokban (Vakond, Golden Dragon, Szirénének). Többször láthatta a nagyérdemű Bozsik Yvette és Szabó Réka táncdrámáiban.
A "Katona" mellett szerepet vállalt-kapott többek között- a Krétakör Színház és a Táp Színház produkcióiban is.
A 2010/2011-es évad végén távozott a Katonából, a Szputnyik Társulathoz igazolt. 2015–2019 között a Vígszínház művésze volt. 2023-tól az Örkény Színház tagja.

## Szerepeiből

### Színház
- Federico García Lorca: Don Cristobal és Donna Rosita tragikomédiája
- Tasnádi István: Titanic vízirevű
- Monnot-Breffort: Irma, te édes (Angol utazó; Férfi)
- Madách Imre: Az ember tragédiája
- Szép Ernő: Lila ákác (János, pincér és dzsiggelő fiú)
- Peter Oswald: Versekkel kártyázó szép hölgyek (Genkuro; Muzo; Csavargó; Katona)
- Simon Balázs: Ablak-Zsiráf
- Bodó Viktor:[Mj. 2] Attack
- Vinnai András-Bodó Viktor: Motel
- Dosztojevszkij: Lakodalom (Mr. Dawson)
- Shakespeare:
  - Troilus és Cressida (Ulysses)
  - Macbeth (címszerep)
- Arthur Miller: Ének belseje (Az ügynök halála) (Willy Loman)
- Spiró György: Koccanás (Hajléktalan)
- Szorongás orfeum
- Vörösmarty Mihály: Csongor és Tünde (**Szentivánéji álom (Kurrog))
- Weöres Sándor:
  - Remek hang a futkosásban
  - Kétfejű fenevad (Baden; Szulejmán; Janicsár)
- Metró
- Bozsik Yvette: Commedia dell'arte
- Egressy Zoltán: Portugál (Bece)
- Euripidész: Médeia (Hírnök)
- Congreve: Így él a világ (Witzingham)
- Minden Rossz Varieté
- Suttogók
- Roland Schimmelpfennig: Előtte-utána
- TÁP Varieté
- Clübb bizárr örfeüm
- Papp András-Térey János: Kazamaták
- Quentin Tarantino: Tomik pizzicato
- A csillagász álma
- Molière: A nagy Sganarelle és tsa[Mj. 3]
- Sírás lesz a vége
- Szophoklész: Trakhiszi nők (Héraklész)
- Mi ez a hang? (Dzsesztetés)
- Kálmánchelyi Zoltán-Végh Zsolt-Stefanovics Angéla: Libiomfi
- Bozsik Yvette: Playground (Játszótér)
- Notóriusok[Mj. 4]
- Ödön von Horváth: Mit csinál a kongresszus? (Schminke)
- Koltés: A néger és a kutyák harca
- Edward Bond:
  - Emberek (Valaki)
  - Szék (Katona)
- Vinnai András: Vakond (Jeff Dawson)
- Knut Hamsun: Éhség
- Leonyid Andrejev: Kutyakeringő (Ivan)
- Peer Krisztián-Szabó Réka: Gyász
- Roland Schimmelpfennig: Golden Dragon
- Nádas Péter: Szirénének

### Mozgókép
| - Semmelweis (2023) - Mesterjátszma (2023) - A játszma (2022) - A besúgó (2022) - A feleségem története (2021) - Istenke bicskája (2020) - FOMO – Megosztod, és uralkodsz (2019) - Akik maradtak (2019) - Indián (2016) - A martfűi rém (2016) - Félvilág (2015) - A fekete múmia átka (2015) - Isteni műszak (2013) - Munkaügyek (2012) - Kolorádó Kid (2010) - Az utolsó kép (2010) - Halotti beszéd (2010) - Adás (2009) - Lora (2006) - Lux úr szabadalma (2005) - Fekete kefe (2004) - Playing God (2004) - Libiomfi (2003) - Ébrenjárók (2002) - Kisváros (1998) |

### Rádiószínházi szerepeiből
- Dragomán György: A fehér király
- Tandori Dezső: Vaklap

## Díjai, elismerései
- Vastaps-díj
  - Legjobb férfi mellékszereplő (2007)
  - A legjobb férfi alakítás (2009)
- POSZT - a legjobb harminc év alatti színész (2009)
- Máthé Erzsi-díj (2006)
- A Fővárosi Önkormányzat-díja (2008)
- Gábor Miklós-díj (2008)
- Soós Imre-díj (2008)
- Színikritikusok Díja: A legjobb férfi főszereplő (Az Éhség, megosztva - 2009)
- Jászai Mari-díj (2011)
- Vígszínház-díj (2017)
- A kiscsillag is csillag díj (2018)[7]
- Magyar Filmdíj – Legjobb férfi főszereplő (2020)
- Magyar Filmkritikusok Díja – Legjobb férfi alakítás díja (2020)
- Magyar Filmkritikusok Díja- Legjobb férfi alakítás Magyar Filmkritikusok Díja 2024.(2024. Mesterjátszma)
- Pünkösti Andor-díj (2025)